# Artur Sobiech
Artur Sobiech (Ruda Śląska, Polonia, 12 de junio de 1990) es un futbolista polaco que juega de delantero en el Ethnikos Achnas de la Primera División de Chipre.

## Selección nacional
Ha sido internacional con la selección de fútbol de Polonia; donde hasta ahora, ha jugado 13 partidos internacionales y ha anotado dos goles por dicho seleccionado.

## Clubes
| Club                   | País     | Año       |
| ---------------------- | -------- | --------- |
| Grunwald Ruda Śląska   | Polonia  | 2005-2006 |
| Ruch Chorzów           | Polonia  | 2006-2010 |
| Polonia Warszawa       | Polonia  | 2010-2011 |
| Hannover 96            | Alemania | 2011-2017 |
| SV Darmstadt 98        | Alemania | 2017-2018 |
| Lechia Gdańsk          | Polonia  | 2018-2020 |
| Fatih Karagümrük S. K. | Turquía  | 2020-2021 |
| Lech Poznań            | Polonia  | 2021-2024 |
| Ethnikos Achnas        | Chipre   | 2024-     |

## Palmarés

### Títulos nacionales
| Título               | Club          | País    | Año  |
| -------------------- | ------------- | ------- | ---- |
| Copa de Polonia      | Lechia Gdańsk | Polonia | 2019 |
| Supercopa de Polonia | Lechia Gdańsk | Polonia | 2019 |
| Ekstraklasa          | Lech Poznań   | Polonia | 2022 |